# Международная ассоциация шахматной прессы
Международная ассоциация шахматной прессы (фр. Association internationale de la presse échiquéenne, AIPE; англ. International Association of Chess Press) — международная организация, которая объединяла журналистов, освещающих шахматные события. Основана в 1968 году, прекратила деятельность в 1988 году. Наиболее известным видом деятельности было ежегодное вручение шахматного Оскара — награды, присуждаемой лучшему шахматисту мира по итогам года. Также при содействии ассоциации проводилось определение лучших десяти шахматистов и шахматисток по итогам года. 

## История
В 1967 году во время турнира в Пальма-де-Мальорке шахматные журналисты из разных стран во главе с каталонцем Жорди Пуигом-и-Лаборда (кат. Jordi Puig i Laborda; 1929—1989) решили присуждать награду лучшему шахматисту мира. В следующий раз журналисты собрались в Лугано во время шахматной олимпиады в октябре 1968 года и там продолжили обсуждать этот вопрос. Затем 14 декабря того же года на турнире в Пальма-де-Мальорке 16 журналистов из 11 стран официально объявили об основании организации. Первым председателем AIPE был избран журналист и шахматный организатор Пуиг-и-Лаборда, по решению которого штаб-квартирой ассоциации стала его родная Барселона. В 1977 председателем стал датчанин Свенн Новруп, который перенёс центр деятельности ассоциации в Копенгаген. В конце 1980-х годов в состав организации входило около трёхсот журналистов из более чем семидесяти стран мира. Также при содействии ассоциации путём опроса определяли десять лучших по итогам года шахматистов (с 1968) и шахматисток (с 1982). Награждение шахматным «Оскаром» продолжалось до 1988 года включительно (тогда его получили Гарри Каспаров и Юдит Полгар).  Со смертью Жорди Пуига-и-Лаборды (1989) деятельность AIPE, в том числе вручение «Оскара», прекратилась. Организация издавала журналы AIPE Chess News, International Players Chess News (1982—1985 — официальный орган) и World Chess Review. Её членами начиная с 1978 года был ряд советских журналистов и шахматистов (Юрий Авербах, Яков Нейштадт, Александр Рошаль, Алексей Суэтин, Саломон Флор, Айварс Гипслис, Михаил Таль, Тамаз Георгадзе, Эдуард Гуфельд и др.). 

## Шахматный «Оскар»

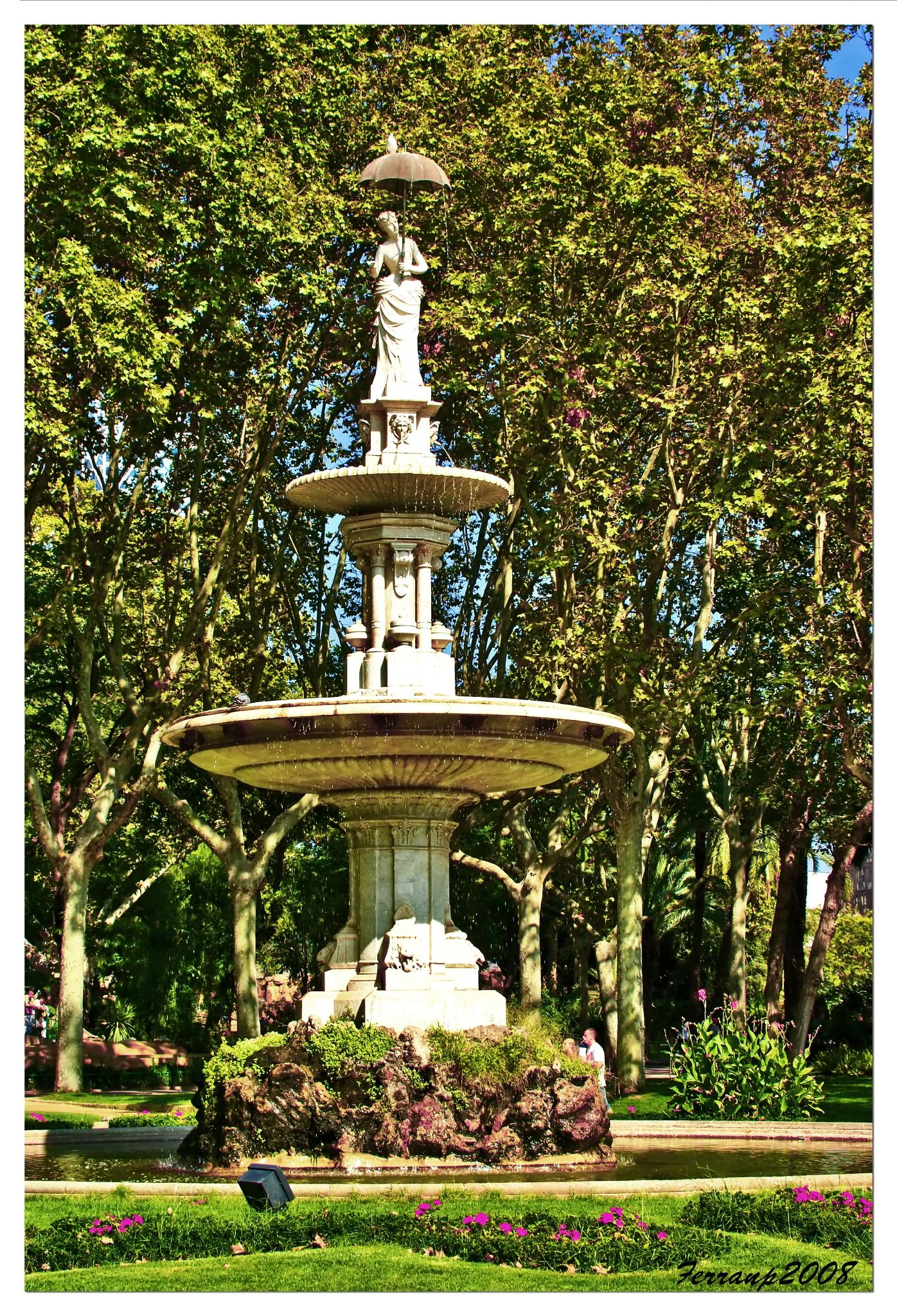
В 1974—1988 годах статуэтка «Оскара» была копией барселонской скульптуры «Дама с зонтиком» Жоана Ройга-и-Соле

Шахматный «Оскар» был учреждён ассоциацией в 1967 году, присуждался в конце года голосованием шахматных журналистов. В дальнейшем к ним присоединились организаторы турниров, тренеры. Первым победителем стал датский гроссмейстер Бент Ларсен. За период вручения награды она представляла собой серебряную статуэтку, выполненную в различных вариантах. Так, сначала это был всадник на лошади, затем медвежонок, взбирающийся на дерево (герб города Мадрид), а с 1974 по 1988 — миниатюрная копия скульптуры «Дама под зонтиком», венчающей фонтан в барселонском зоопарке.
После 1988 года награда в связи с распадом AIPE не присуждалась. В 1995 году по инициативе российского шахматного журнала «64» награждение было восстановлено. С 2014 года приз не вручается. Наибольшее количество этих наград, с учётом периода с 1995 года по 2013 год, получил советский и российский шахматист Гарри Каспаров — он становился лауреатом шахматного «Оскара» одиннадцать раз. 

### Победители
| Год  | Победитель          | Страна    |
| ---- | ------------------- | --------- |
| 1988 | Гарри Каспаров      | СССР      |
| 1987 | Гарри Каспаров      | СССР      |
| 1986 | Гарри Каспаров      | СССР      |
| 1985 | Гарри Каспаров      | СССР      |
| 1984 | Анатолий Карпов     | СССР      |
| 1983 | Гарри Каспаров      | СССР      |
| 1982 | Гарри Каспаров      | СССР      |
| 1981 | Анатолий Карпов     | СССР      |
| 1980 | Анатолий Карпов     | СССР      |
| 1979 | Анатолий Карпов     | СССР      |
| 1978 | Виктор Корчной      | Швейцария |
| 1977 | Анатолий Карпов     | СССР      |
| 1976 | Анатолий Карпов     | СССР      |
| 1975 | Анатолий Карпов     | СССР      |
| 1974 | Анатолий Карпов     | СССР      |
| 1973 | Анатолий Карпов     | СССР      |
| 1972 | Роберт Джеймс Фишер | США       |
| 1971 | Роберт Джеймс Фишер | США       |
| 1970 | Роберт Джеймс Фишер | США       |
| 1969 | Борис Спасский      | СССР      |
| 1968 | Борис Спасский      | СССР      |
| 1967 | Бент Ларсен         | Дания     |

Между 1982 и 1988 годами шахматный «Оскар» присуждался также лучшим шахматисткам мира.
| Год  | Победитель         | Страна  |
| ---- | ------------------ | ------- |
| 1982 | Нона Гаприндашвили | СССР    |
| 1983 | Пиа Крамлинг       | Швеция  |
| 1984 | Майя Чибурданидзе  | СССР    |
| 1985 | Майя Чибурданидзе  | СССР    |
| 1986 | Майя Чибурданидзе  | СССР    |
| 1987 | Майя Чибурданидзе  | СССР    |
| 1988 | Юдит Полгар        | Венгрия |